# François Chauvon
François Chauvon (* vor 1700; † 1740) war ein französischer Komponist des Barock. 

## Leben
François Chauvon war ein Schüler von François Couperin, dem er 1717 seine Sonatensammlung „Tibiades“ widmete. Chauvon hatte als Musiker bei Hofe die Stellung eines „Ordinaire du roi“ und war „Huissier de la chambre de son Altesse Royale Monseigneur le Régent“ (Gerichtsvollzieher). In seinen Sonaten verwirklichte er die Annäherung zwischen dem französischen und dem italienischen Stil, den sogenannten vermischten Geschmack oder „goûts réunis“. 1736 entstand als Bühnenwerk die Pastorale Les agréments champêtres, diese  wurde 1736 im Schloss von Saint-Cloud in Anwesenheit des Königs aufgeführt. 

## Werke
- 1712: Les mille et un airs, 3 Sammlungen vierstimmiger Gesangsstücke, ohne Begleitung  (1712, 1713, 1715)
- 1713: Pièces pour la flûte
- 1717: Kantate Le philosophe amoreux
- 1717: Kantate Le tendre solitaire
- 1717: Tibiades – Nouveau genre de pièces pour la flûte, et le hautbois, avec quelques sonates pour le violon (Neue Art von Stücke für die Flöte und die Oboe, mit einigen Sonaten für die Geige)
- 1723: Konzert für Gesang und Instrumente Les charmes de l’harmonie
- 1736: Pastorale Les agréments champêtres